# 12 (pel·lícula)
12 és un remake rus del llargmetratge Dotze homes sense pietat de Sidney Lumet, dirigit per Nikita Mikhalkov. La història, originalment ambientada als Estats Units, fou actualitzada i traslladada en el context del conflicte de Txetxènia. 12 va ser nominada a l'Oscar a la millor pel·lícula en llengua estrangera de 2008.

## Sinopsi
La pel·lícula comença després del registre d'una prova en un judici criminal a Moscou contra un jove txetxè acusat d'haver assassinat el seu padrastre rus, un oficial de l'exèrcit rus.
Els dotze membres del jurat estan tancats al gimnàs de l'escola mentre prenen la seva decisió, que ha de ser un veredicte de culpabilitat unànime. Encara que tots dotze assumeixen la culpabilitat de l'acusat, un d'ells s'oposa a una decisió ràpida.
La discussió sobre el judici es veu interrompuda repetidament per flashbacks de la vida de l'acusat, que deixen palesa una joventut eclipsada pel conflicte bèl·lic a Txetxènia. A mesura que avança la pel·lícula, més i més membres del jurat es convèncen de la innocència de l'acusat. Quan només queda un membre en contra de l'absolució, aquest últim es revela com un antic oficial; també ell està convençut de la innocència de l'acusat, però considera que és millor una sentència condemnatòria, ja que si no els autèntics autors de l'assassinat acabaran també per assassinar-lo. Malgrat la seva opinió, acaba deixant-se convèncer per la resta dels membres.
Després de l'absolució, l'antic oficial promet al jove que perseguirà els autèntics culpables.

## Repartiment
- Serguei Makovetski - 1er Jurat
- Nikita Mikhalkov - 2n Jurat
- Sergeui Garmax - 3r Jurat
- Valentin Gaft - 4t Jurat
- Alexei Petrenko - 5è Jurat
- Iuri Stoianov - 6è Jurat
- Serguei Gazarov - 7è Jurat
- Mikhail Iefremov - 8è Jurat
- Alexei Gorbunov - 9è Jurat
- Sergei Artsibaxev - 10è Jurat
- Viktor Verzhbitski - 11è Jurat
- Roman Madianov - 12è Jurat
- Alexander Adabaxian - batlle
- Apti Magamaiev - Jove texetxè

## Premis
La pel·lícula fou presentada al Festival Internacional de Cinema de Venècia de 2007, en la qual Mikhalkov va ser homenatjat per la trajectòria cinematogràfica. En la justificació del premi, la pel·lícula va ser catalodaga d'una "nova evidència del domini de Mikhalkov de l'exploració cinematogràfica i la revelació de la complexitat de l'existència". La pel·lícula va ser nominada a la millor pel·lícula en llengua estrangera dels Premis Oscar de 2008, però va marxar amb les mans buides. El 2007, la pel·lícula va guanyar dos premis de cinema rus Nika, per la millor partitura, a Eduard Artemiev, i pel millor actor protagonista masculí, a Serguei Garmax.